# Liste des héritiers du trône de Prusse
Cet article donne la liste des héritiers successifs du trône de Prusse depuis la fondation du royaume de Prusse en 1701 jusqu'à son abolition en 1918. Les règles de succession ont inclus la loi salique et systématiquement désigné l'héritier en termes de primogéniture agnatique. L'aîné des descendants mâles du roi de Prusse a porté le titre de Kronprinz.

## Liste des héritiers par dynastie
Le nom de la dynastie indiqué se réfère au souverain alors en place. Les héritiers peuvent appartenir à d'autres dynasties.
Les héritiers qui sont montés par la suite sur le trône sont indiqués en gras. 

### Maison de Hohenzollern (1701-1918)
Avec l'avènement de Guillaume Ier de Prusse sur le trône allemand le 18 janvier 1871, la liste des héritiers des trônes de Prusse et allemand se confond jusqu'à l'éclatement de la Révolution allemande le 9 novembre 1918.
| Héritier                                                                                            | Héritier                                                  | Parenté avec le roi | Devient héritier                       | Cesse d'être héritier                     | Durée                      | 2e dans l'ordre de succession parenté avec l'héritier, dates                                       | Roi dates de règne                                      |
| Portrait                                                                                            | Nom                                                       | Parenté avec le roi | Devient héritier                       | Cesse d'être héritier                     | Durée                      | 2e dans l'ordre de succession parenté avec l'héritier, dates                                       | Roi dates de règne                                      |
| --------------------------------------------------------------------------------------------------- | --------------------------------------------------------- | ------------------- | -------------------------------------- | ----------------------------------------- | -------------------------- | -------------------------------------------------------------------------------------------------- | ------------------------------------------------------- |
| | Kronprinz Frédéric-Guillaume futur Frédéric-Guillaume Ier | fils                | 18 janvier 1701 avènement de son père  | 25 février 1713 son avènement             | 12 ans, 1 mois et 7 jours  | Philippe-Guillaume, margrave de Brandebourg-Schwedt son oncle (18 janvier 1701 - 23 novembre 1707) | Frédéric Ier (18 janvier 1701 - 25 février 1713)        |
| Frédéric-Louis son fils (23 novembre 1707 - 13 mai 1708)                                            | Kronprinz Frédéric-Guillaume futur Frédéric-Guillaume Ier | fils                | 18 janvier 1701 avènement de son père  | 25 février 1713 son avènement             | 12 ans, 1 mois et 7 jours  | | Frédéric Ier (18 janvier 1701 - 25 février 1713)        |
| Philippe-Guillaume, margrave de Brandebourg-Schwedt son oncle (13 mai 1708 - 16 août 1710)          | Kronprinz Frédéric-Guillaume futur Frédéric-Guillaume Ier | fils                | 18 janvier 1701 avènement de son père  | 25 février 1713 son avènement             | 12 ans, 1 mois et 7 jours  | | Frédéric Ier (18 janvier 1701 - 25 février 1713)        |
| Frédéric-Guillaume son fils (16 août 1710 - 21 juillet 1711)                                        | Kronprinz Frédéric-Guillaume futur Frédéric-Guillaume Ier | fils                | 18 janvier 1701 avènement de son père  | 25 février 1713 son avènement             | 12 ans, 1 mois et 7 jours  | | Frédéric Ier (18 janvier 1701 - 25 février 1713)        |
| Philippe-Guillaume, margrave de Brandebourg-Schwedt son oncle (21 juillet - 19 décembre 1711)       | Kronprinz Frédéric-Guillaume futur Frédéric-Guillaume Ier | fils                | 18 janvier 1701 avènement de son père  | 25 février 1713 son avènement             | 12 ans, 1 mois et 7 jours  | | Frédéric Ier (18 janvier 1701 - 25 février 1713)        |
| Frédéric-Guillaume, margrave de Brandebourg-Schwedt son cousin (19 décembre 1711 - 24 janvier 1712) | Kronprinz Frédéric-Guillaume futur Frédéric-Guillaume Ier | fils                | 18 janvier 1701 avènement de son père  | 25 février 1713 son avènement             | 12 ans, 1 mois et 7 jours  | | Frédéric Ier (18 janvier 1701 - 25 février 1713)        |
| Frédéric son fils (24 janvier 1712 - 25 février 1713)                                               | Kronprinz Frédéric-Guillaume futur Frédéric-Guillaume Ier | fils                | 18 janvier 1701 avènement de son père  | 25 février 1713 son avènement             | 12 ans, 1 mois et 7 jours  | | Frédéric Ier (18 janvier 1701 - 25 février 1713)        |
| | Kronprinz Frédéric futur Frédéric II                      | fils                | 25 février 1713 avènement de son père  | 31 mai 1740 son avènement                 | 27 ans, 3 mois et 6 jours  | Frédéric-Guillaume, margrave de Brandebourg-Schwedt son cousin (25 février 1713 - 2 mai 1717)      | Frédéric-Guillaume Ier (25 février 1713 - 31 mai 1740)  |
| Louis-Charles-Guillaume son frère (2 mai 1717 - 31 août 1719)                                       | Kronprinz Frédéric futur Frédéric II                      | fils                | 25 février 1713 avènement de son père  | 31 mai 1740 son avènement                 | 27 ans, 3 mois et 6 jours  | | Frédéric-Guillaume Ier (25 février 1713 - 31 mai 1740)  |
| Frédéric-Guillaume, margrave de Brandebourg-Schwedt son cousin (31 août 1719 - 9 août 1722)         | Kronprinz Frédéric futur Frédéric II                      | fils                | 25 février 1713 avènement de son père  | 31 mai 1740 son avènement                 | 27 ans, 3 mois et 6 jours  | | Frédéric-Guillaume Ier (25 février 1713 - 31 mai 1740)  |
| Auguste-Guillaume son frère (9 août 1722 - 31 mai 1740)                                             | Kronprinz Frédéric futur Frédéric II                      | fils                | 25 février 1713 avènement de son père  | 31 mai 1740 son avènement                 | 27 ans, 3 mois et 6 jours  | | Frédéric-Guillaume Ier (25 février 1713 - 31 mai 1740)  |
| | Auguste-Guillaume                                         | frère               | 31 mai 1740 avènement de son frère     | 12 juin 1758 son décès                    | 18 ans et 12 jours         | Henri son frère (31 mai 1740 - 25 septembre 1744)                                                  | Frédéric II (31 mai 1740 - 17 août 1786)                |
| Frédéric-Guillaume son fils (25 septembre 1744 - 12 juin 1758)                                      | Auguste-Guillaume                                         | frère               | 31 mai 1740 avènement de son frère     | 12 juin 1758 son décès                    | 18 ans et 12 jours         | | Frédéric II (31 mai 1740 - 17 août 1786)                |
| | Frédéric-Guillaume futur Frédéric-Guillaume II            | neveu               | 12 juin 1758 décès de son père         | 17 août 1786 son avènement                | 28 ans, 2 mois et 5 jours  | Henri son frère (12 juin 1758 - 26 mai 1767)                                                       | Frédéric II (31 mai 1740 - 17 août 1786)                |
| Henri son oncle (26 mai 1767 - 3 août 1770)                                                         | Frédéric-Guillaume futur Frédéric-Guillaume II            | neveu               | 12 juin 1758 décès de son père         | 17 août 1786 son avènement                | 28 ans, 2 mois et 5 jours  | | Frédéric II (31 mai 1740 - 17 août 1786)                |
| Frédéric-Guillaume son fils (3 août 1770 - 17 août 1786)                                            | Frédéric-Guillaume futur Frédéric-Guillaume II            | neveu               | 12 juin 1758 décès de son père         | 17 août 1786 son avènement                | 28 ans, 2 mois et 5 jours  | | Frédéric II (31 mai 1740 - 17 août 1786)                |
| | Kronprinz Frédéric-Guillaume futur Frédéric-Guillaume III | fils                | 17 août 1786 avènement de son père     | 16 novembre 1797 son avènement            | 11 ans, 2 mois et 30 jours | Louis-Charles son frère (17 août 1786 - 15 octobre 1795)                                           | Frédéric-Guillaume II (17 août 1786 - 16 novembre 1797) |
| Frédéric-Guillaume son fils (15 octobre 1795 - 16 novembre 1797)                                    | Kronprinz Frédéric-Guillaume futur Frédéric-Guillaume III | fils                | 17 août 1786 avènement de son père     | 16 novembre 1797 son avènement            | 11 ans, 2 mois et 30 jours | | Frédéric-Guillaume II (17 août 1786 - 16 novembre 1797) |
| | Kronprinz Frédéric-Guillaume futur Frédéric-Guillaume IV  | fils                | 16 novembre 1797 avènement de son père | 7 juin 1840 son avènement                 | 42 ans, 6 mois et 22 jours | Guillaume son frère                                                                                | Frédéric-Guillaume III (16 novembre 1797 - 7 juin 1840) |
| | Guillaume futur Guillaume Ier                             | frère               | 7 juin 1840 avènement de son frère     | 2 janvier 1861 son avènement              | 20 ans, 6 mois et 26 jours | Frédéric son fils                                                                                  | Frédéric-Guillaume IV (7 juin 1840 - 2 janvier 1861)    |
| | Kronprinz Frédéric futur Frédéric III                     | fils                | 2 janvier 1861 avènement de son père   | 9 mars 1888 son avènement                 | 27 ans, 2 mois et 7 jours  | Guillaume son fils                                                                                 | Guillaume Ier (2 janvier 1861 - 9 mars 1888)            |
| | Kronprinz Guillaume futur Guillaume II                    | fils                | 9 mars 1888 avènement de son père      | 15 juin 1888 son avènement                | 3 mois et 6 jours          | Guillaume son fils                                                                                 | Frédéric III (9 mars - 15 juin 1888)                    |
| | Kronprinz Guillaume                                       | fils                | 15 juin 1888 avènement de son père     | 9 novembre 1918 abolition de la monarchie | 30 ans, 4 mois et 25 jours | Eitel-Frédéric son frère (15 juin 1888 - 4 juillet 1906)                                           | Guillaume II (15 juin 1888 - 9 novembre 1918)           |
| Guillaume son fils (4 juillet 1906 - 9 novembre 1918)                                               | Kronprinz Guillaume                                       | fils                | 15 juin 1888 avènement de son père     | 9 novembre 1918 abolition de la monarchie | 30 ans, 4 mois et 25 jours | | Guillaume II (15 juin 1888 - 9 novembre 1918)           |